# Dobovo
Dobovo je naselje u slovenskoj Općini Novom Mestu. Dobovo se nalazi u pokrajini Dolenjskoj i statističkoj regiji Jugoistočnoj Sloveniji. 

## Stanovništvo
Prema popisu stanovništva iz 2002. godine naselje je imalo 16 stanovnika.